# Kompaktheitssatz von Cheeger und Gromov
Der Kompaktheitssatz von Cheeger und Gromov, häufig auch als Gromovs Kompaktheitssatz bezeichnet, ist ein mathematischer Lehrsatz aus dem Gebiet der Differentialgeometrie. Er macht eine Aussage über die Gromov-Hausdorff-Konvergenz von Folgen riemannscher Mannigfaltigkeiten mit vorgegebenen Durchmesser-, Volumen- und Krümmungsschranken. Eine unmittelbare Folgerung aus dem Kompaktheitssatz ist Cheegers Endlichkeitssatz. Unter schwächeren Voraussetzungen gilt Gromovs Präkompaktheitssatz.

## Präkompaktheitssatz
Zu einer gegebenen Dimension {\displaystyle n} und gegebenen Konstanten {\displaystyle D} und {\displaystyle R} ist die Menge riemannscher {\displaystyle n}-Mannigfaltigkeiten {\displaystyle M}, deren Durchmesser und Ricci-Krümmung die Ungleichungen
{\displaystyle \operatorname {diam} (M)\leq D,Ric(M)\geq R}
erfüllen, eine relativ kompakte Teilmenge im Raum aller metrischen Räume mit der Gromov-Hausdorff-Topologie.

## Kompaktheitssatz
Wenn es für eine Folge {\displaystyle (M_{i})_{i\in \mathbb {N} }} riemannscher Mannigfaltigkeiten Konstanten {\displaystyle D}, {\displaystyle V}, {\displaystyle K} gibt, so dass für alle {\displaystyle i\in \mathbb {N} } die Abschätzungen
{\displaystyle \operatorname {diam} (M_{i})\leq D,\quad \operatorname {vol} (M_{i})\geq V,\quad -K\leq \sec(M_{i})\leq K}
gelten, dann konvergiert eine Teilfolge {\displaystyle M_{i_{k}}} in der Gromov-Hausdorff-Topologie gegen eine riemannsche Mannigfaltigkeit {\displaystyle (M,g)}. Hierbei bezeichnen {\displaystyle \operatorname {vol} (M_{i})} das Volumen, {\displaystyle \operatorname {diam} (M_{i})} den Durchmesser und {\displaystyle \sec(M_{i})} die Schnittkrümmungen der riemannschen Mannigfaltigkeit {\displaystyle M_{i}}.
Man kann die Teilfolge riemannscher Mannigfaltigkeiten {\displaystyle (M_{i_{k}},g_{i_{k}})} so wählen, dass es Diffeomorphismen {\displaystyle \phi _{i_{k}}\colon M_{i_{k}}\to M} gibt, für die {\displaystyle \phi _{i_{k}}^{*}g_{i_{k}}} gegen die riemannsche Metrik {\displaystyle g} konvergiert.